# Full configuration interaction
Il metodo Full configuration interaction (Full CI) costituisce un approccio variazionale lineare che permette di ricavare le soluzioni esatte dell'equazione di Schrödinger per un insieme di base di funzioni d'onda elettroniche.
Questo metodo rappresenta un caso particolare di interazione di configurazione (CI) in cui tutti i determinanti di Slater (o funzioni di configurazione di stato) di simmetria appropriata sono inclusi in una procedura di calcolo variazionale. Ad esempio, possono essere utilizzati tutti i determinanti di Slater ottenuti dall'eccitazione di tutti gli elettroni in tutti i possibili orbitali virtuali, i quali non sono occupati nella configurazione elettronica fondamentale. Il metodo equivale al calcolo degli autovalori dell'hamiltoniano elettronico molecolare in funzione del set di base delle già menzionate funzioni di configurazione di stato.
Come in molti metodi di tipo interazione di configurazioni, a causa delle dimensioni della matrice hamiltoniana la risoluzione diretta del problema è computazionalmente impossibile. Per tali motivi viene solitamente adottato l'algoritmo di Davidson, che permette di convergere iterativamente ai primi autovalori dell'hamiltoniano. L'algoritmo di Davidson riveste un ruolo estremamente importante in chimica quantistica grazie all'efficienza dimostrata nel caso di matrici sparse a diagonale dominante, struttura tipica delle matrici hamiltoniane. In tal modo è possibile ottenere l'energia totale dello stato fondamentale e di alcuni stati eccitati per tutte le classi di simmetria (di spin e spaziale) del sistema.
A causa della crescita fattoriale del numero di determinanti richiesti dal metodo Full CI al crescere del numero di elettroni e di orbitali, la Full configuration interaction è applicabile in modo agevole solamente per sistemi atomici o molecolari caratterizzati da una dozzina o meno elettroni. Gli attuali algoritmi permettono di effettuare simulazioni da diversi milioni a pochi miliardi di determinanti. Il metodo Full CI permette di ricavare in modo esatto le soluzioni dell'equazione di Schrödinger per un set di base di orbitali, risultando di inestimabile valore rispetto ai metodi approssimanti di chimica quantistica. Questo è un fattore particolarmente importante nei casi che implicano rotture di legame (particolarmente importante per una reazione chimica), diradicali e metalli di transizione del primo periodo, casi in cui la degenerazione elettronica contrasta con le approssimazioni introdotte da altri metodi standard quali la teoria Hartree-Fock, la multireference configuration interaction, la teoria perturbativa di Møller-Plesset e la teoria Coupled-Cluster.